# Fitur

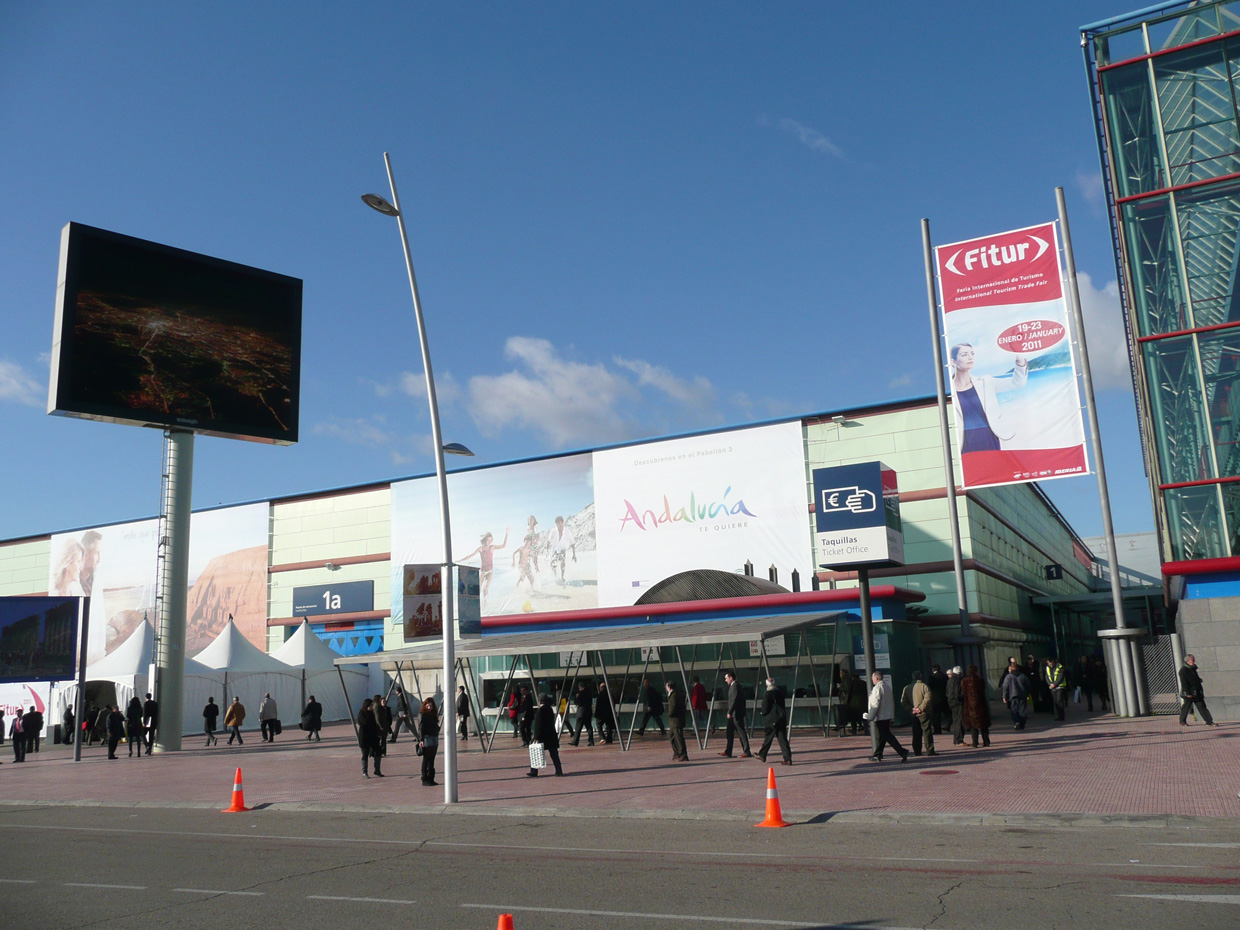
Exterior del recinto durante la celebración de Fitur. Enero de 2011.

Fitur (acrónimo de Feria Internacional de Turismo) es un evento que se celebra anualmente en Ifema, en la ciudad de Madrid, España. Tiene lugar durante cinco días en los meses de enero y febrero.
El diario económico español Cinco Días la consideró en 2007 la segunda feria de turismo más importante del mundo.

## Historia
La primera edición se realizó en 1981. Contó con 1500 expositores de 37 países y 3000 visitantes profesionales. Fue una iniciativa auspiciada por la Cámara de Comercio e Industria de Madrid, el Ayuntamiento de Madrid y la Comunidad de Madrid, en la que jugó un papel clave Julio González-Soria, Presidente en ese momento de la Comisión de Turismo de la Cámara, que permaneció posteriormente durante más de 25 años en el Comité Organizador de FITUR. En 1982 contaba con 3000 expositores y unos 100 países. En 2001 se crea además Fitur Congresos, para el turismo de congresos, y también se celebrará anualmente. En 2014 Fitur contó con 9.083 empresas de 165 países y regiones y un total de 217.780 participantes, de los cuales 120.231 eran profesionales.
En 2018, edición celebrada del 17 al 21 de enero, acudieron a la feria un total de 251.000 visitantes. Las fechas de celebración previstas para la próxima edición serán del 23 al 27 de enero de 2019.

## Características
Fitur alberga pabellones dedicados a cada uno de los países representados, los cuales muestran sus atracciones y focos de interés para el turismo internacional. Ocupa por entero los diez pabellones presentes en Ifema. En 2003, 4 de los pabellones se dedicaron a las comunidades autónomas españolas, 3 a los diversos países y uno a las empresas turística.